# Platanová alej v Luži

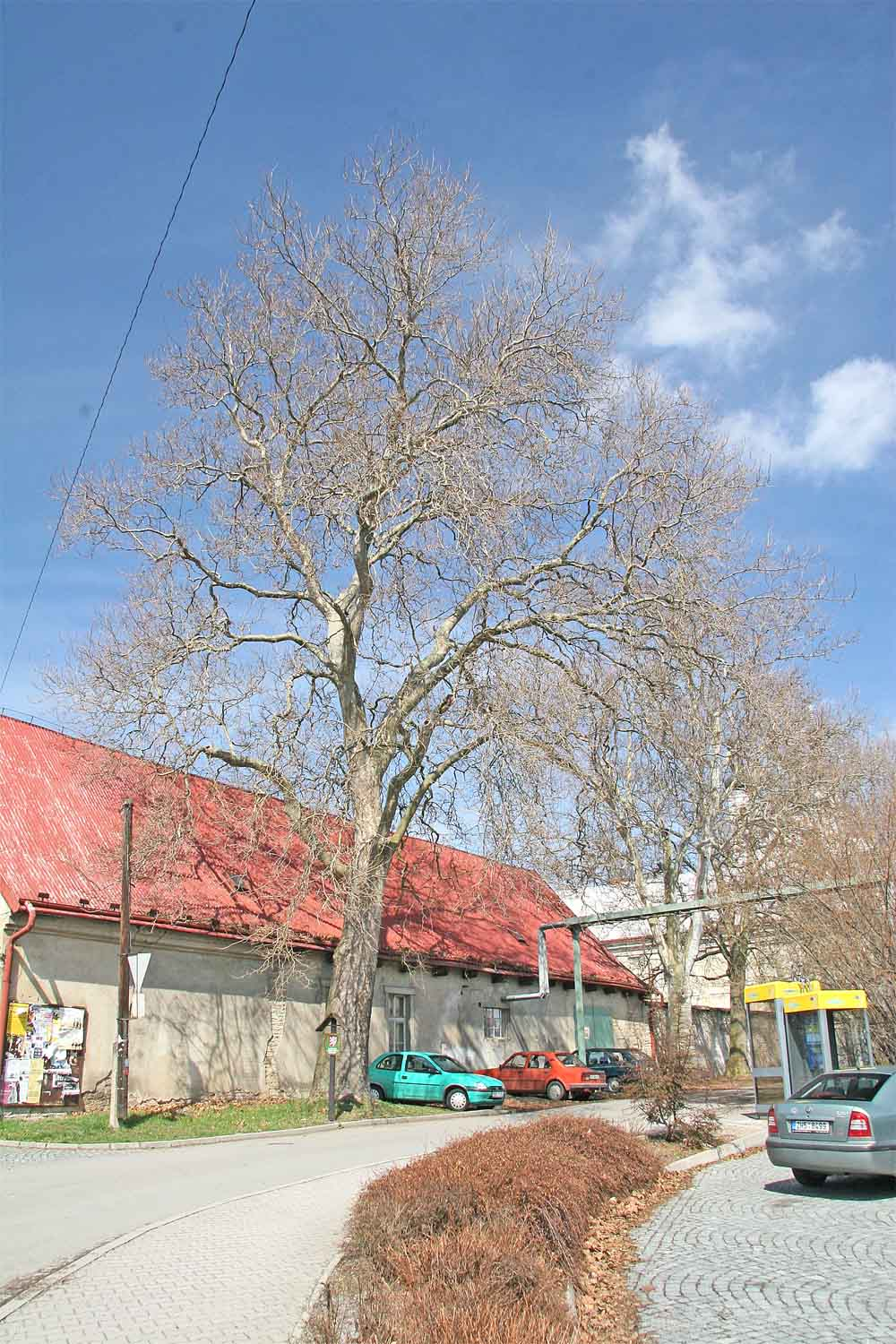
památná alej platanů javorolistých v Luži

Ve městečku Luže v (okrese Chrudim) se pod poutním kostelem Panny Marie Pomocnice křesťanů u cesty vedoucí k Hamzově léčebně nalézá památná alej 5 platanů javorolistých (Platanus hispanica Mill.). Alej je složena ze zdravých stromů s obvody kmenů okolo 3 m a výškou okolo 25 m.